# Scapomegas auritus
Scapomegas auritus är en skalbaggsart som beskrevs av Sylvain Auguste de Marseul 1855. Scapomegas auritus ingår i släktet Scapomegas och familjen stumpbaggar. Inga underarter finns listade i Catalogue of Life.